# Clérieux
Clérieux este o comună în departamentul Drôme din sud-estul Franței. În 2009 avea o populație de 2.051 de locuitori.

## Evoluția populației
| An        | 1975  | 1982  | 1990  | 1999  | 2006  | 2009  |
| --------- | ----- | ----- | ----- | ----- | ----- | ----- |
| Populație | 1.273 | 1.354 | 1.605 | 1.833 | 1.996 | 2.051 |